# Parafia Wniebowzięcia Najświętszej Maryi Panny w Łaniętach
Parafia Wniebowzięcia Najświętszej Maryi Panny w Łaniętach – rzymskokatolicka parafia należąca do dekanatu Kutno – św. Wawrzyńca w diecezji łowickiej. 
Parafia liczy 1650 wiernych.

## Historia
Została erygowana w 1469 roku wskutek starań wojewody rawskiego i łęczyckiego Mikołaja z Kutna, będącego ówczesnego właściciela Łaniąt. Parafia powstała poprzez odłączenie kilku miejscowości od parafii Białotarsk. Były to: Łanięta, Rajmundów, Suchodębie, Juków, Bienigniew, Lipie, Franciszków, Budy Stare i Budy Nowe. 
Tego samego roku nakładem pieniężnym wojewody i jego żony Barbary wzniesiono drewniany kościół parafialny św. Mikołaja i św. Barbary. Kolejny kościół wzniesiono w 1643 roku sumptem Katarzyny Nieborowskiej. Do murowanego kościoła z XVIII w. sumptem Rudolfa Skarżyńskiego, dziedzica Łaniąt, w 1866 roku dobudowano prezbiterium, kruchtę, zakrystię i lożę. Kościół został konsekrowany w 1880 roku przez biskupa kujawsko–kaliskiego Wincentego Chrościaka Popiela. W 1918 roku parafię odwiedził delegat apostolski Achille Ratti, który w 1922 został papieżem. Proboszcz parafii w latach 1907–1941 Piotr Frankiewicz zginął 15 listopada 1941 roku w Dachau jako męczennik.

## Zasięg parafii
Do parafii należą wierni z następujących miejscowości: Anielin, Budy Nowe, Budy Stare, Franciszków, Juków, Kliny, Lipie, Łanięta, Pomarzany, Rajmundów, Suchodębie, Witoldów i Zgoda.

## Proboszczowie
| Imię i nazwisko            | Lata posługi duszpasterskiej w parafii |
| -------------------------- | -------------------------------------- |
| Ks. Franciszek Marmo       | 1865–1888                              |
| Ks. Ludwik Czajewicz       | 1888–1896                              |
| Ks. Władysław Kuliczkowski | 1896–1901                              |
| Ks. Stanisław Wołowski     | 1901–1907                              |
| Ks. Piotr Frankiewicz      | 1907–1941                              |
| Ks. Stefan Marian Arndt    | 1945–1947                              |
| Ks. Władysław Pamulak      | 1947–1957                              |
| Ks. Jan Sałuda             | 1958–1977                              |
| Ks. Ludwik Wnukowicz       | 1977–1985                              |
| Ks. Józef Górecki          | 1985–1987                              |
| Ks. Marian Pieńkos         | 1987–1989                              |
| Ks. Jerzy Misiak           | 1989–1993                              |
| Ks. Zbigniew Siwiński      | 1993–1994                              |
| Ks. Stanisław Mordoń       | 1994–2012                              |
| Ks. Robert Awerjanow       | 2012–2019                              |
| Ks. Radosław Walczak       | 2019–2023                              |
| Ks. Waldemar Majchrowski   | 2023                                   |
| Ks. Grzegorz Cieślak       | 2023–2025                              |
| Ks. Władysław Czaplicki    | od 2025                                |